# Adolf Fredrik Scharin
Adolf Fredrik Scharin, född 1797 på Sunnanå, Skellefteå socken, död 1877, var en svensk företagsledare. Scharin grundade A.F Scharin.

## Biografi
Scharin var son till postmästaren Alexander Scharin, som föddes 1756 i Småland, och Stina Sundström från Skellefteå. 
Scharin började sin karriär som kringresande handelsman. Han besökte marknader där han bland annat sålde tyger och kryddor. Efter att han 1824 erhöll burskap i Umeå stad började han handla med tjära som sålde vidare till Stockholm. Allteftersom växte verksamheten och ett rederi inkluderades, därefter blev Scharin en viktig aktör i varvsindustrin i Västerbotten. Firman ärvdes 1890 av dottersonen Egil Unander-Scharin.